# Henry Onyekuru
Henry Onyekuru, né le 5 juin 1997 à Onitsha, est un footballeur international nigérian qui évolue au poste d'ailier gauche à Gençlerbirliği SK.

## Biographie

### En club
Formé à l'Académie d'Aspire au Qatar, Henry Onyekuru rejoint la Belgique en s'engageant avec le KAS Eupen en 2015. Il inscrit six buts en dix-neuf matchs de championnat lors de sa première saison avant de terminer co-meilleur buteur de Jupiler Pro League la saison suivante (vingt-deux buts).
Le 30 juin 2017, Onyekuru s'engage pour cinq ans avec l'Everton FC avant d'être prêté dans la foulée au RSC Anderlecht.
Le 22 juillet suivant, le Nigérian prend part à sa première rencontre avec Anderlecht à l'occasion du match de Supercoupe de Belgique contre le SV Zulte Waregem. Anderlecht l'emporte 2-1, ce qui permet à Onyekuru de remporter son premier titre au niveau professionnel. Le 8 septembre 2017, Henry Onyekuru inscrit son premier but avec le club bruxellois face au KSC Lokeren, qui voit la victoire des mauves 3-2. Quatre jours plus tard, il dispute son premier match de Ligue des champions face au Bayern Munich. Les mauves et blancs s'inclinent 3-0.
Il inscrit dix buts en vingt-huit matchs avec le club belge avant de se blesser au genou fin décembre 2017. Il retourne à Everton pendant sa rééducation début janvier 2018 avant de retrouver Anderlecht à la fin de ce mois pour continuer celle-ci. Onyekuru reprend l'entraînement en avril 2018 mais n'apparaît plus sur les terrains jusqu'à la fin de la saison.
N'étant toujours pas titulaire d'un permis de travail britannique un an après son arrivée à Everton, le Nigérian est de nouveau prêté pour une saison le 12 juillet 2018, cette fois au club turc du Galatasaray SK. Le 10 août 2018, il joue son premier match avec Galatasaray contre Ankaragücü, qui voit son équipe remporter la partie sur le score de 3-1, avant d'inscrire son premier but face à Göztepe, lors de la victoire 1-0 de Galatasaray neuf jours plus tard.
Le 19 janvier 2019 Onyekuru inscrit un triplé lors de la victoire de Galatasaray sur le score de 6 à 0 face à Ankaragücü.
Onyekuru inscrit seize buts en quarante-quatre matchs toutes compétitions confondues et remporte le championnat de Turquie, ainsi que la Coupe de Turquie avec le club stambouliote.
Le 12 août 2019, il signe un contrat de cinq ans avec l'AS Monaco. Il quitte donc Everton sans avoir joué le moindre match avec les Toffees.
Le 17 août suivant, le Nigérian prend part à son premier match sous le maillot du club monégasque en étant titularisé lors d'un match de Ligue 1 face au FC Metz (défaite 3-0).
En manque de temps de jeu, il est prêté pour six mois à Galatasaray le 5 janvier 2020. Il inscrit un but en douze matchs sous le maillot du club turc avant de retrouver l'AS Monaco à l'été 2020.
Il s'illustre le 23 février 2020 lors du derby face à Fenerbahçe, en inscrivant le troisième but de sa formation, lors de la victoire de Galatasaray sur le score de 3-1 sur la pelouse de son rival, qui voit dans le même temps l'équipe s'imposer au Stade Şükrü Saracoğlu 21 ans après.
En manque de temps de jeu, il est prêté pour six mois à Galatasaray le 26 janvier 2021 avec option d'achat.
Le 29 janvier 2021, à l'occasion de son second retour à Galatasaray, Onyekuru inscrit un doublé lors de la victoire de son équipe 2-1 face à Gaziantep FK.
Le 2 août 2021, il est vendu à l'Olympiakos où il s'engage pour cinq ans. Le montant de la transaction est évalué à 5 millions d'euros.
Le 10 juillet 2022, il est prêté une saison avec option d'achat à Adana Demirspor en provenance de l'Olympiakos. 

### En sélection
Le 1er juin 2017, Onyekuru honore sa première sélection avec le Nigeria lors d'un match amical face au Togo (victoire 3-0).
Le 22 mars 2019, il inscrit son premier but en sélection à l'occasion d'une rencontre comptant pour les qualifications à la Coupe d'Afrique des nations 2019 contre les Seychelles (victoire 3-1).

## Statistiques
| Saison                | Club                   | Championnat           | Championnat | Championnat | Coupe(s) nationale(s) | Coupe(s) nationale(s) | Compétition(s) continentale(s) | Compétition(s) continentale(s) | Compétition(s) continentale(s) | Barrages | Barrages | Nigeria | Nigeria | Total | Total |
| Saison                | Club                   | Division              | M.          | B.          | M.                    | B.                    | Comp.                          | M.                             | B.                             | M.       | B.       | M.      | B.      | M.    | B.    |
| 2015-2016             | KAS Eupen              | Proximus League       | 19          | 6           | -                     | -                     | -                              | -                              | -                              | -        | -        | -       | -       | 19    | 6     |
| 2016-2017             | KAS Eupen              | Jupiler Pro League    | 28          | 12          | 3                     | 2                     | -                              | -                              | -                              | 10       | 10       | -       | -       | 41    | 24    |
| Sous-total            | Sous-total             | Sous-total            | 47          | 18          | 3                     | 2                     | -                              | -                              | -                              | 10       | 10       | 0       | 0       | 60    | 30    |
| 2017-2018             | RSC Anderlecht (prêt)  | Jupiler Pro League    | 19          | 9           | 3                     | 1                     | C1                             | 6                              | 0                              | -        | -        | 1       | 0       | 29    | 10    |
| 2018-2019             | Galatasaray (prêt)     | Süper Lig             | 31          | 14          | 6                     | 2                     | C1+C3                          | 5+2                            | 0+0                            | -        | -        | 10      | 1       | 54    | 17    |
| Sous-total            | Sous-total             | Sous-total            | 50          | 23          | 9                     | 3                     | -                              | 13                             | 0                              | -        | -        | 11      | 1       | 83    | 27    |
| 2019-2020             | AS Monaco              | Ligue 1               | 4           | 0           | -                     | -                     | -                              | -                              | -                              | -        | -        | -       | -       | 4     | 0     |
| 2020-2021             | AS Monaco              | Ligue 1               | 4           | 0           | -                     | -                     | -                              | -                              | -                              | -        | -        | -       | -       | 4     | 0     |
| Sous-total            | Sous-total             | Sous-total            | 8           | 0           | -                     | -                     | -                              | -                              | -                              | -        | -        | -       | -       | 8     | 0     |
| 2019-2020             | Galatasaray (prêt)     | Süper Lig             | 10          | 1           | 2                     | 0                     | -                              | -                              | -                              | -        | -        | -       | -       | 12    | 1     |
| 2020-2021             | Galatasaray (prêt)     | Süper Lig             | 14          | 5           | 1                     | 0                     | -                              | -                              | -                              | -        | -        | 2       | 0       | 17    | 5     |
| Sous-total            | Sous-total             | Sous-total            | 24          | 6           | 3                     | 0                     | -                              | -                              | -                              | -        | -        | 2       | 0       | 29    | 6     |
| 2021-2022             | Olympiakos             | Super League          | 14          | 0           | 3                     | 0                     | C1+C3                          | 0+10                           | 0+1                            | -        | -        | 3       | 1       | 30    | 2     |
| Sous-total            | Sous-total             | Sous-total            | 14          | 0           | 3                     | 0                     | -                              | 10                             | 1                              | -        | -        | 3       | 1       | 30    | 2     |
| 2022-2023             | Adana Demirspor (prêt) | Süper Lig             | 28          | 8           | 2                     | 0                     | -                              | -                              | -                              | -        | -        | -       | -       | 30    | 8     |
| 2023-2024             | Adana Demirspor        | Süper Lig             | -           | -           | -                     | -                     | -                              | -                              | -                              | -        | -        | -       | -       | 0     | 0     |
| Sous-total            | Sous-total             | Sous-total            | 28          | 8           | 2                     | 0                     | -                              | 0                              | 0                              | 0        | 0        | 0       | 0       | 30    | 8     |
| Total sur la carrière | Total sur la carrière  | Total sur la carrière | 171         | 55          | 20                    | 5                     | -                              | 23                             | 1                              | 10       | 10       | 16      | 2       | 240   | 73    |

### Liste des matches internationaux
| Matches internationaux de Henry Onyekuru | Matches internationaux de Henry Onyekuru | Matches internationaux de Henry Onyekuru       | Matches internationaux de Henry Onyekuru | Matches internationaux de Henry Onyekuru | Matches internationaux de Henry Onyekuru | Matches internationaux de Henry Onyekuru                            |
|                                          | Date                                     | Lieu                                           | Adversaire                               | Résultat                                 | Compétition                              | Notes                                                               |
| ---------------------------------------- | ---------------------------------------- | ---------------------------------------------- | ---------------------------------------- | ---------------------------------------- | ---------------------------------------- | ------------------------------------------------------------------- |
| 1.                                       | 10 novembre 2017                         | Stade Chahid-Hamlaoui, Constantine, Algérie    | Algérie                                  | 1-1                                      | Éliminatoires Coupe du monde 2018        | Entré en jeu à la place d'Anthony Nwakaeme à la 71e minute de jeu.  |
| 2.                                       | 8 septembre 2018                         | Stade Linité, Victoria, Seychelles             | Seychelles                               | 0-3                                      | Éliminatoires CAN 2019                   | Entré en jeu à la place de Samuel Kalu à la 85e minute de jeu.      |
| 3.                                       | 13 octobre 2018                          | Stade Ahmadu-Bello, Kaduna, Nigeria            | Libye                                    | 4-0                                      | Éliminatoires CAN 2019                   | Entré en jeu à la place d'Ahmed Musa à la 81e minute de jeu.        |
| 4.                                       | 16 octobre 2018                          | Stade Taïeb-Mehiri, Sfax, Tunisie              | Libye                                    | 2-3                                      | Éliminatoires CAN 2019                   | Entré en jeu à la place de Samuel Kalu à la 81e minute de jeu.      |
| 5.                                       | 17 novembre 2018                         | FNB Stadium, Johannesbourg, Afrique du Sud     | Afrique du Sud                           | 1-1                                      | Éliminatoires CAN 2019                   | Entré en jeu à la place d'Ahmed Musa à la 87e minute de jeu.        |
| 6.                                       | 20 novembre 2018                         | Stephen Keshi Stadium, Asaba, Nigeria          | Ouganda                                  | 0-0                                      | Match amical                             | Entré en jeu à la place d'Alex Iwobi à la 75e minute de jeu.        |
| 7.                                       | 22 mars 2019                             | Stephen Keshi Stadium, Asaba, Nigeria          | Seychelles                               | 3-1                                      | Éliminatoires CAN 2019                   | Titulaire.                                                          |
| 8.                                       | 26 mars 2019                             | Stephen Keshi Stadium, Asaba, Nigeria          | Égypte                                   | 1-0                                      | Match amical                             | Titulaire.                                                          |
| 9.                                       | 8 juin 2019                              | Stephen Keshi Stadium, Asaba, Nigeria          | Zimbabwe                                 | 0-0                                      | Match amical                             | Entré en jeu à la place de Samuel Chukwueze à la 74e minute de jeu. |
| 10.                                      | 16 juin 2019                             | Stade d'Ismaïlia, Ismaïlia, Égypte             | Sénégal                                  | 1-0                                      | Match amical                             | Entré en jeu à la place de Samuel Chukwueze.                        |
| 11.                                      | 14 juillet 2019                          | Stade international du Caire, Le Caire, Égypte | Algérie                                  | 2-1                                      | Coupe d'Afrique des nations 2019         | Entré en jeu à la place de Samuel Chukwueze à la 78e minute de jeu. |
| 12.                                      | 27 mars 2021                             | Stade Charles-de-Gaulle, Porto-Novo, Bénin     | Bénin                                    | 0-1                                      | Éliminatoires CAN 2021                   | Titulaire et remplacé par Anayo Iwuala à la 81e minute de jeu.      |
| 13.                                      | 30 mars 2021                             | Teslim Balogun Stadium, Lagos, Nigeria         | Lesotho                                  | 3-0                                      | Éliminatoires CAN 2021                   | Entré en jeu à la place d'Alex Iwobi à la 76e minute de jeu.        |

### But international
| But en sélection de Henry Onyekuru | But en sélection de Henry Onyekuru | But en sélection de Henry Onyekuru | But en sélection de Henry Onyekuru | But en sélection de Henry Onyekuru | But en sélection de Henry Onyekuru | But en sélection de Henry Onyekuru | But en sélection de Henry Onyekuru |
| #                                  | Date                               | Lieu                               | Adversaire                         | Score                              | Résultat                           | Compétition                        |                                    |
| ---------------------------------- | ---------------------------------- | ---------------------------------- | ---------------------------------- | ---------------------------------- | ---------------------------------- | ---------------------------------- | ---------------------------------- |
| 1.                                 | 22 mars 2019                       | Stephen Keshi Stadium, Asaba       | Seychelles                         | 2-1                                | 3-1                                | Éliminatoires CAN 2019             |                                    |

## Palmarès

### En club
- RSC Anderlecht
  - Vainqueur de la Supercoupe de Belgique en 2017.

- Galatasaray SK
  - Champion de Turquie en 2019.
  - Vainqueur de la Coupe de Turquie en 2019.

 Olympiakos
- Championnat de Grèce
  - Champion : 2022